# Kevin Walker
Kevin Walker (Örebro, 1989. augusztus 3. –) svéd labdarúgó, aki jelenleg a svéd Örebro játékosa. A 2013-as svéd Idol győztese.

## Pályafutása

### Fiatal évei
Walker 1994-ben került a Varbergs BoIS akadémiájára, de egy év után távozott és négy évig  a Kalmar FF akadémiáján szerepelt. Ezután került az ÖSK Ungdom csapatához, ahol két évig volt. 2001-ben került a GIF Sundsvall-hoz, majd 2004-ben elhagyta a csapatott és visszatért az Örebro SK klubjához.

### Felnőttek között
2007. május 28-án debütált az Örebro SK csapatában a felnőttek között a Helsingborgs IF ellen a második félidőben. A szezon során még öt alkalommal lépett csereként pályára a svéd első osztályban. A következő szezont már a AIK Fotboll játékosaként kezdte meg. Új csapatában az első szezonban tizenkét alkalommal lépett pályára többnyire csak csereként. A 2008-as szezont a Väsby United csapatánál töltötte kölcsönben, ahol három mérkőzésen lépett pályára.
2009-ben visszatért a AIK Fotboll együtteséhez, de csak négy bajnokin kapott szerepet. 2010. május 10-én megszerezte első felnőtt bajnoki gólját a Åtvidabergs FF ellen. Ezt követően került kölcsönben az AFC United ismét. Régi-új klubjában nyolc mérkőzésen lépett pályára és ezeken két gólt szerzett. 2011-ben a kölcsönszerződése lejárta után visszatért a AIK csapatához, ahol ismét csak epizód szerepet kapott. Augusztusban kölcsönbe került a GIF Sundsvall klubjához. A Sundsvall csapatában nyolc mérkőzésen három gólt jegyzett, duplázott a Falkenbergs FF ellen. Mind a nyolc mérkőzésen kezdőjátékosként lépett pályára és végig pályán is maradt. Remek teljesítményt nyújtott, ami következtében végleg megszerezte a Sundsvall Walkert. A 2015-ös szezont már a Djurgårdens játékosaként folytatta.
A 2012-es szezonban a bajnokságban huszonhét mérkőzésen kétszer volt eredményes, valamint a svéd kupában egyszer. A következő szezonban ismét remek teljesítményt nyújtott klubjában. Huszonhét bajnoki mérkőzésen négyszer volt eredményes és öt gólpasszt jegyzett. A kupában egyszer volt eredményes.

## Válogatott
A Svéd korosztályos válogatottban 2006-ban a svéd U17-nek volt tagja, majd két évvel később a svéd U19-nek is tagja volt.

## Sikerei, díjai
- AIK Fotboll:
  - Allsvenskan: 2009
  - Svéd Kupa: 2009
  - Svéd szuperkupa: 2010

- Djurgårdens:
  - Allsvenskan: 2019
  - Svéd Kupa: 2017-18

## Zenei karrierje
2013-ban megnyerte a svéd Idol-t. A műsor producerei egy YouTube-ra feltöltött videó során figyeltek fel, amit a csapata öltözőjében egy gitárral előadott dal láttán fedeztek fel. Walker a műsor fináléjában Robbie Williamsszel énekelt duettet, és nagy fölénnyel nyert riválisa, Elin Bergstrand előtt.

## Család
Édesapja, Pat Walker labdarúgó és a Örebro SK egykori sportigazgatója. Testvére, Robert Walker szintén labdarúgó. Jogosult testvérével az Ír labdarúgó-válogatottságra is, mivel apjuk Ír származású.